# Pherotesia bifurca
Pherotesia bifurca là một loài bướm đêm trong họ Geometridae.